# Magrane (Ciad)
Magrane   è un comune del Ciad situato nel dipartimento di Djourouf Al Ahmar, provincia di Ouaddaï.